# Mahánadí
Mahánadí (hindsky महानदी नदी [Mahánadí nadí], anglicky Mahanadi River), znamená Velká řeka), je řeka ve státech Čhattísgarh a Urísa v Indii. Je 880 km dlouhá. Povodí má rozlohu 130 000 km².

## Průběh toku
Pramení na severovýchodě Dekanské pahorkatiny a ústí do Bengálského zálivu, přičemž vytváří deltu. Delta je společná s řekami Brahmani a Bajtarani a rozkládá se na ploše přibližně 15 000 km².

## Vodní stav
V době letního monzunu průtok na dolním toku převyšuje 50 000 m³/s. Řeka nese velké množství unášených splavenin. Časté jsou povodně. V zimě v období sucha je řeka úzká a mělká a průtok dosahuje jen 30 m³/s.

## Využití
Na řece se nachází vodní elektrárna Hirakud (výkon 350 MW) a přehradní nádrž. Zabezpečuje zavlažování území o rozloze 4 000 km², kde se pěstuje především rýže. Řeka je splavná do vzdálenosti 150 km od ústí. Leží na ní město Kataka.